# Vũ Văn Mật
Vũ Văn Mật (chữ Hán: 武文密; 1493-1571) là em của Vũ Văn Uyên, vị chúa Bầu thứ hai của họ Vũ ở Tuyên Quang.

## Nối nghiệp huynh trưởng
Sau khi nối quyền của anh là Vũ Văn Uyên, ông tự xưng là Gia quốc công, cho dời căn cứ từ thành Nghị Lang xây thành đắp lũy trên gò Bầu. Từ đó, nhân dân thường gọi ông là "Chúa Bầu" hoặc "Vua Bầu". Các đời sau hùng cứ một vùng ở thành Bầu đều được gọi chung là chúa Bầu. Các thành mà ông xây dựng gồm thành Nghị Lang ở Lương Sơn - Lục Yên; thành Cát Tường ở Khánh Vân - Lục Yên; thành Bắc Pha ở xã Đà Dương - Lục Yên; thành Bình Ca ở Hàm Yên (Tuyên Quang); thành Việt Tĩnh ở Diên Gia - Châu Thu (Lục Yên - Yên Bình - Yên Bái) về sau đều được gọi chung là thành Bầu. Sách Kiến văn tiểu lục của Lê Quý Đôn ghi: thời Lê Chiêu Tông, Mạc Đăng Dung nổi lên lật đổ nhà Lê, quân của Vũ Văn Mật đóng làm 11 doanh: "Huyện Phù Yên có doanh Phù Yên, châu Thu Vật có doanh Yên Thắng, châu Lục Yên có doanh An Bắc, châu Vị Xuyên có các doanh Bình Di, Bình Man, Trần Uy, Yên Biên, và Nam Đương, châu Đại Man có doanh Nghi, châu Bảo Lạc có doanh Bắc Kiệm và Trung Mang", cùng tiếp sức với vua Lê đánh Đăng Dung.
Vũ Văn Mật lấy Đại Đồng làm trung tâm xây thành đắp lũy, chiêu tập những người lưu vong trở về xây dựng Đại Đồng thành một nơi trù mật, đông đúc. Khoảng năm 1565-1569 ,Vũ Văn Mật nhờ Nại Hiên tiên sinh Nguyễn Hãng làm bài phú "Động Đình phong cảnh".. Tương truyền thành Cát Tường ở xã Vân Khánh, huyện Lục Yên là thành của ông. Lê Anh Tông sai ông cùng các tướng trấn nơi khác sửa đường sá từ Thiên Quan tới Hưng Hóa, Tuyên Quang để vận tải lương để tiếp tế cho chiến trường chống nhà Mạc.
Vũ Văn Mật từng mang quân xuống đánh phá các phủ Đoan Hùng, Đà Dương, Lâm Thao thuộc Sơn Tây, các huyện Phổ Yên, Đồng Hỷ thuộc Thái Nguyên và Mai Châu thuộc Hưng Hóa. Nhưng sau đó quân nhà Mạc tiến đến phản công chiếm lại. Vũ Văn Mật thua chạy về giữ Đại Đồng.
Sau khi Vũ Văn Mật mất, con là Vũ Công Kỷ lên thay, được phong là Nhân Quốc Công. Năm 1573, Trịnh Tùng nắm binh quyền ở Nam Triều phong Vũ Công Kỷ làm hữu tướng, chúa Vũ Công Kỷ nhiều lần đem quân đánh nhà Mạc lập được công lớn.
Hiện đền Phúc Khánh (Là một đền thờ khá lớn được nhà nước công nhận) tại thị trấn Phố Ràng, huyện Bảo Yên - Tỉnh Lào Cai đang thờ "Chúa Bầu", Vũ Văn Mật.